# Sabrina (portugalska piosenkarka)
Sabrina, właściwie Maria Teresa Villa-Lobos (ur. 30 marca 1982 roku w Setúbalu) – portugalska piosenkarka, reprezentantka Portugalii w 52. Konkursie Piosenki Eurowizji w 2007 roku.

## Życiorys

### Wczesne lata
Maria Teresa Villa-Lobos zaczęła pobierać nauki śpiewania podczas nauki w szkole. W wieku szesnastu lat wygrała swoje pierwsze konkursy karaoke.
Przed rozpoczęciem profesjonalnej kariery muzycznej, grała w futsal w lokalnej drużynie sportowej.

### Kariera
W 2003 roku została członkinią girls bandu Teenagers, w którym śpiewała do 2006 roku, kiedy to zdecydowała się na rozwijania kariery solowej. Na początku 2007 roku zakwalifikowała się z piosenką „Dança comigo (evm ser feliz)” do stawki konkursowej krajowych eliminacji eurowizyjnych Festival da Canção 2007. Za namową producenta, Emanuela, przybrała pseudonim Sabrina. 10 marca wygrała finał selekcji po zdobyciu największej liczby głosów od telewidzów, dzięki czemu została ogłoszona reprezentantką Portugalii w 52. Konkursie Piosenki Eurowizji organizowanego w Helsinkach. 10 maja wystąpiła w półfinale konkursu i zajęła w nim jedenaste miejsce z 88 punktami na koncie, przez co nie zakwalifikowała się do wielkiego finału. Do awansu zabrakło jej trzech punktów.
W 2008 roku była sekretarzem podającym hiszpańskie głosy w finale 53. Konkursu Piosenki Eurowizji. W 2012 roku ukazała się jej debiutancka płyta studyjna zatytułowana Faltam-me as palavras.

### Życie prywatne
Jej partnerem życiowym jest portugalski piłkarz Orlando Sá, z którym ma dziecko (ur. czerwiec 2015).

## Dyskografia

### Albumy studyjne
- Faltam-me as palavras (2012)